# Wiener Stadthallenturnier
Il Wiener Stadthallenturnier è la più prestigiosa competizione di calcio da sala austriaca, e si tiene annualmente a Vienna, tradizionalmente durante la pausa invernale del campionato. La prima edizione fu disputata nel 1959.
Inventore del torneo è considerato Josef Argauer, detto Pepi, all'epoca co-selezionatore della Nazionale.

## Storia
Il torneo ha visto il netto dominio dei violette dell'Austria Vienna, con ben 19 titoli. Recentemente però ha costituito occasione per squadre di divisioni inferiori, di confrontarsi ad alto livello con i rappresentanti dei più prestigiosi club del Paese. Nel corso degli anni la competizione ha ottenuto grande popolarità, soprattutto nel decennio degli anni settanta, che vide scendere in campo anche grandi squadre tedesche, come TSV 1860 e Bayern di Monaco, con le loro grandi stelle, del calibro di Franz Beckenbauer, Sepp Maier e Gerd Müller.
Con la riforma del 1998 il torneo fu disputato da squadre provenienti da tutta l'Austria ma, togliendo ai tradizionali club viennesi il ruolo di protagonisti, ha visto diminuire notevolmente l'interesse del pubblico, tanto che due edizioni (2006 e 2008) non si sono neanche disputate. Oggi, è stata ripristinata la formula originale, nella speranza di riavvicinare i tifosi alla competizione. L'edizione 2009 è stata vinta, per la prima volta nella storia, dal First Vienna.
Nel 2010 il torneo non ha avuto luogo.

## Albo d'oro
- 1959  Austria Vienna
- 1960  Wiener AC
- 1961  Wiener AC
- 1962  Wiener SC
- 1963  Austria Vienna
- 1964  Wiener SC
- 1965  Wiener SC
- 1966  Wiener SC
- 1967  Wiener SC
- 1968  Austria Vienna
- 1969  Wiener SC
- 1970  Austria Salisburgo
- 1971  Bayern Monaco
- 1972  Rapid Vienna
- 1973  Wiener SC
- 1974-1975  Admira/Wacker
- 1975-1976  Wiener SC
- 1976-1977  Austria Vienna
- 1977-1978 non disputato
- 1978-1979  Austria Vienna
- 1979-1980  Austria Vienna
- 1980-1981  Austria Vienna
- 1981-1982  Austria Vienna
- 1982-1983  Austria Vienna
- 1983-1984  Austria Vienna
- 1984-1985  Austria Vienna
- 1985-1986  Austria Vienna
- 1986-1987  Admira/Wacker
- 1987-1988  Rapid Vienna
- 1988-1989  Admira/Wacker
- 1989-1990  Rapid Vienna
- 1990-1991  Austria Vienna
- 1991-1992  Austria Vienna
- 1992-1993  FavAC
- 1993-1994  Austria Vienna
- 1994-1995  Rapid Vienna
- 1995-1996  Austria Vienna
- 1996-1997  Rapid Vienna
- 1997-1998  Rapid Vienna
- 1998  LASK
- 1999  Austria Vienna
- 2000-2001  Team Croazia
- 2002  Team Erste Liga
- 2003  Austria Vienna
- 2004  Rapid Vienna
- 2005  Mattersburg
- 2006 non disputato
- 2007  Austria Vienna
- 2008 non disputato
- 2009  First Vienna
- 2010 non disputato